# Schausiella arpi
Schausiella arpi är en fjärilsart som beskrevs av William Schaus 1892. Schausiella arpi ingår i släktet Schausiella och familjen påfågelsspinnare. Inga underarter finns listade.